# Alois Melichar
Alois Melichar (* 18. April 1896 in Wien, Österreich-Ungarn; † 9. April 1976 in München) war ein österreichischer Komponist und Dirigent.

## Leben
Der Sohn eines Kapellmeisters begann seine musikalische Laufbahn 12-jährig als Geiger in der Kapelle seines Vaters. Er besuchte ein Landlehrerseminar und studierte von 1916 bis 1920 Kontrapunkt an der Musikakademie in Wien.
1920 folgte er seinem Lehrer Franz Schreker nach Berlin, wo er sich bis 1923 im Fach Komposition an der Musikhochschule fortbildete. Ab 1923 arbeitete er als Orchesterdirigent, Musiklehrer und Chorleiter in Aserbaidschan, Armenien, Turkestan und Georgien.
1926 kehrte er nach Berlin zurück und übte bis 1927 das Amt eines Musikredakteurs der Deutschen Allgemeinen Zeitung aus. 1927 bis 1933 war er erster Dirigent und musikalischer Leiter der Deutschen Grammophon-Gesellschaft sowie bis 1934 ständiger Dirigent der Berliner Philharmoniker. In dieser Doppelfunktion schuf er zahlreiche Schallplattenaufnahmen symphonischer Werke, zugleich betätigte er sich als Musikkritiker.
Ab 1933 wirkte er als freischaffender Komponist durch Vermittlung Erich Kleibers vor allem für den Film. Seine erste Filmmusik zu Walzerkrieg um die Rivalität zwischen Joseph Lanner und Johann Strauss trug zum Erfolg des Filmes bei, so dass Melichar zahlreiche weitere Aufträge erhielt. Unter anderem komponierte er 1938 viermal die Musik um Melodramen mit dem italienischen Tenor Beniamino Gigli. Während des Krieges trug er seinen Teil zu einigen Propagandafilmen bei. Melichar stand 1944 in der Gottbegnadeten-Liste des Reichsministeriums für Volksaufklärung und Propaganda.
Nach 1945 versuchte Melichar seine aktive Rolle im Nationalsozialismus zu verschleiern und sich als Opfer darzustellen. Er behauptete fälschlicherweise, ab 1936 mit Dirigierverbot belegt worden zu sein. Von 1945 bis 1949 war er Dirigent der Wiener Philharmoniker und Wiener Symphoniker. 1946 bis 1949 wirkte er als Musikleiter der Abteilung Ernste Musik des Wiener Radiosenders Rot-Weiß-Rot. Dann ließ er sich in München nieder und arbeitete erneut als Filmkomponist, unter anderem für Das doppelte Lottchen nach Erich Kästner.
Stilistisch war Melichar zuerst von Max Reger und Joseph Marx beeinflusst, danach komponierte er im Geiste des Neoklassizismus Klavierwerke, Kammermusik, Orchesterwerke, Lieder, Chöre und eine Oper. Er veröffentlichte unter anderem 1960 Schönberg und die Folgen, worin er sich kritisch mit der Musik von Arnold Schönberg auseinandersetzte. Über Melichars Buch Überwindung des Modernismus schrieb Otto Dix im Oktober 1954 an einen Freund: „Das müssen Sie unbedingt lesen. Vor allem gefällt mir, mit welchem Witz der Mann die Abstrakten vermittels ihrer eigenen Äußerungen abschlachtet. Sie werden sich kaputt lachen […] Das Buch sollte an alle Zeichenlehrer und Schüler verteilt werden, damit man endlich lernt, über diesen verdammten Unsinn zu lachen.“ Gegen Melichars Polemiken verfasste der österreichische Musikforscher und Kritiker Harald Kaufmann 1962 die Streitschrift Alois Melichar und die Ursachen.
Melichars Sohn ist der Schauspieler Rudolf Melichar.

## Filmografie
- 1933: Walzerkrieg
- 1934: Der junge Baron Neuhaus
- 1934: Abschiedswalzer
- 1935: Der Zigeunerbaron
- 1935: Stradivari
- 1935: Liselotte von der Pfalz
- 1935: Der Zigeunerbaron
- 1935: Wenn die Musik nicht wär'
- 1935: Vergiß mein nicht
- 1936: Liebeserwachen
- 1936: Der Bettelstudent
- 1936: Das Mädchen Irene
- 1936: Drei Mäderl um Schubert
- 1937: Die Fledermaus
- 1937: Land der Liebe
- 1938: Capriccio
- 1938: Immer nur du (Solo per te)
- 1938: Mutterlied
- 1938: Dir gehört mein Herz
- 1938: Nanon
- 1939: Das unsterbliche Herz
- 1939: Marionette
- 1939: Maria Ilona
- 1939: Unsterblicher Walzer
- 1938, 1940: Michelangelo – Das Leben eines Titanen
- 1940: Das Fräulein von Barnhelm
- 1940: Falstaff in Wien
- 1941: Das Mädchen von Fanö
- 1941: Mein Leben für Irland
- 1941: Kameraden
- 1941: … reitet für Deutschland
- 1942: Anschlag auf Baku
- 1942: Rembrandt
- 1944: Philharmoniker
- 1943: Geheimnis Tibet
- 1944: Die Zaubergeige
- 1944: Musik in Salzburg
- 1945: Freunde
- 1946: Die Fledermaus
- 1947: Das unsterbliche Antlitz
- 1947: Triumph der Liebe
- 1948: Ulli und Marei
- 1948: Anni
- 1948: Der Prozeß
- 1948: Der himmlische Walzer
- 1949: Eroica
- 1949: Weißes Gold
- 1949: Der blaue Strohhut
- 1949: Die seltsame Geschichte des Brandner Kaspar
- 1949: Geheimnisvolle Tiefe
- 1950: Glück muß man haben
- 1950: The Titan: Story of Michelangelo
- 1950: Das doppelte Lottchen
- 1950: Küssen ist keine Sünd
- 1951: K – Das Haus des Schweigens
- 1951: Maria Theresia
- 1951: Das Geheimnis einer Ehe
- 1952: 1. April 2000
- 1953: Vergiß die Liebe nicht
- 1953: Der träumende Mund
- 1953: Tagebuch einer Verliebten
- 1954: Aus eigener Kraft
- 1954: Ewiger Walzer
- 1954: … und ewig bleibt die Liebe
- 1955: Sohn ohne Heimat
- 1955: Dunja
- 1956: Fuhrmann Henschel

## Weitere Kompositionen (Auswahl)

### Orchestermusik
- Baron-Neuhaus Suite (nach der Filmmusik zu Der junge Baron Neuhaus) (Ufaton-Verlag 1934)
- Der Dom, Sinfonietta mit Sopransolo (Ufaton-Verlag 1934)
- Französische Suite (Beboton-Verlag 1935)
- Wiener Impressionen (Ufaton-Verlag 1937)
- 2. altfranzösische Suite (Ufaton-Verlag 1939)
- Lustspielouvertüre (Otto Junne 1942)
- Strauss-Paraphrasen. Ein kontrapunktische Spiel über Walzerthemen der Strauss-Dynastie (A-Tempo Verlag 1956)
- Musikalische Reiseskizzen (A-Tempo Verlag 1957)
- Sinfonietta italiana (A-Tempo Verlag)

### Klaviermusik
- Variationen und Fuge über ein Thema von Max Reger op. 1 (Universal-Edition 1923)
- Wiener Klavierbüchlein (Heinrichshofen 1943)
- Sonatine D-Dur (Weinberger 1948)

### Chormusik
- In tyrannos, Kantate für Bariton, Chor und Orchester (1941)
- Kleine Leute in der großen Stadt, Kantate nach Erich Kästner für Sopran, Alt, Tenor und Bariton, kleinen gemischten Chor und Orchester (Simrock 1959)

### Lieder
- Vier Lieder aus dem Gedichtband Wien wörtlich von Josef Weinheber (Weinberger 1939)
- Vier Lieder aus dem Gedichtband Kammermusik von Josef Weinheber (Heinrichshofen 1942)
- Alte salomonische Gesänge (A-Tempo Verlag 1947)
- Romantische Lieder (Weinberger 1950)
- Brennender Kalender, Liederzyklus nach Max Dauthendey (Weinberger 1950)

## Schriften
- "Musikfilm und Filmmusik", in: Deutsches Musikjahrbuch 1937, S. 138.
- Die unteilbare Musik. Betrachtungen zur Problematik des modernen Musiklebens, Wien und London: Josef Weinberger 1952.
- Überwindung des Modernismus. Konkrete Antwort an einen abstrakten Kritiker, Wien, Frankfurt und London: Josef Weinberger 1954.
- Musik in der Zwangsjacke. Die deutsche Musik zwischen Orff und Schönberg, Wien und Stuttgart: Eduard Wancura Verlag 1958.
- Schönberg und die Folgen. Eine notwendige kulturpolitische Auseinandersetzung, Wien und Stuttgart: Eduard Wancura Verlag 1960.